# Maarten van Severen
Maarten van Severen (Anversa, 5 giugno 1956 – Gand, 21 febbraio 2005) è stato un designer e architetto belga.

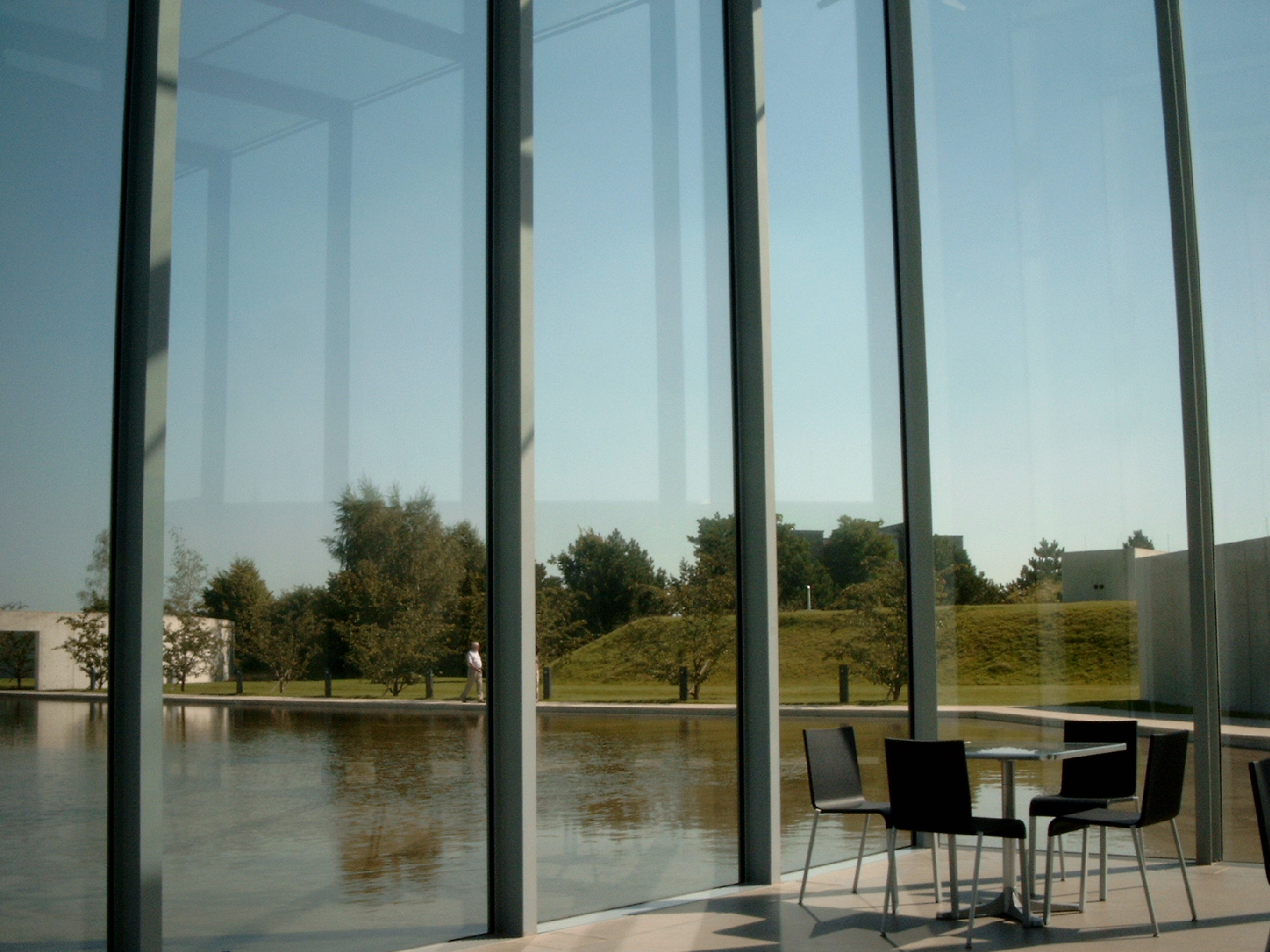
stoel 0.3 Vitra in Museum Langen Foundation, Neuss

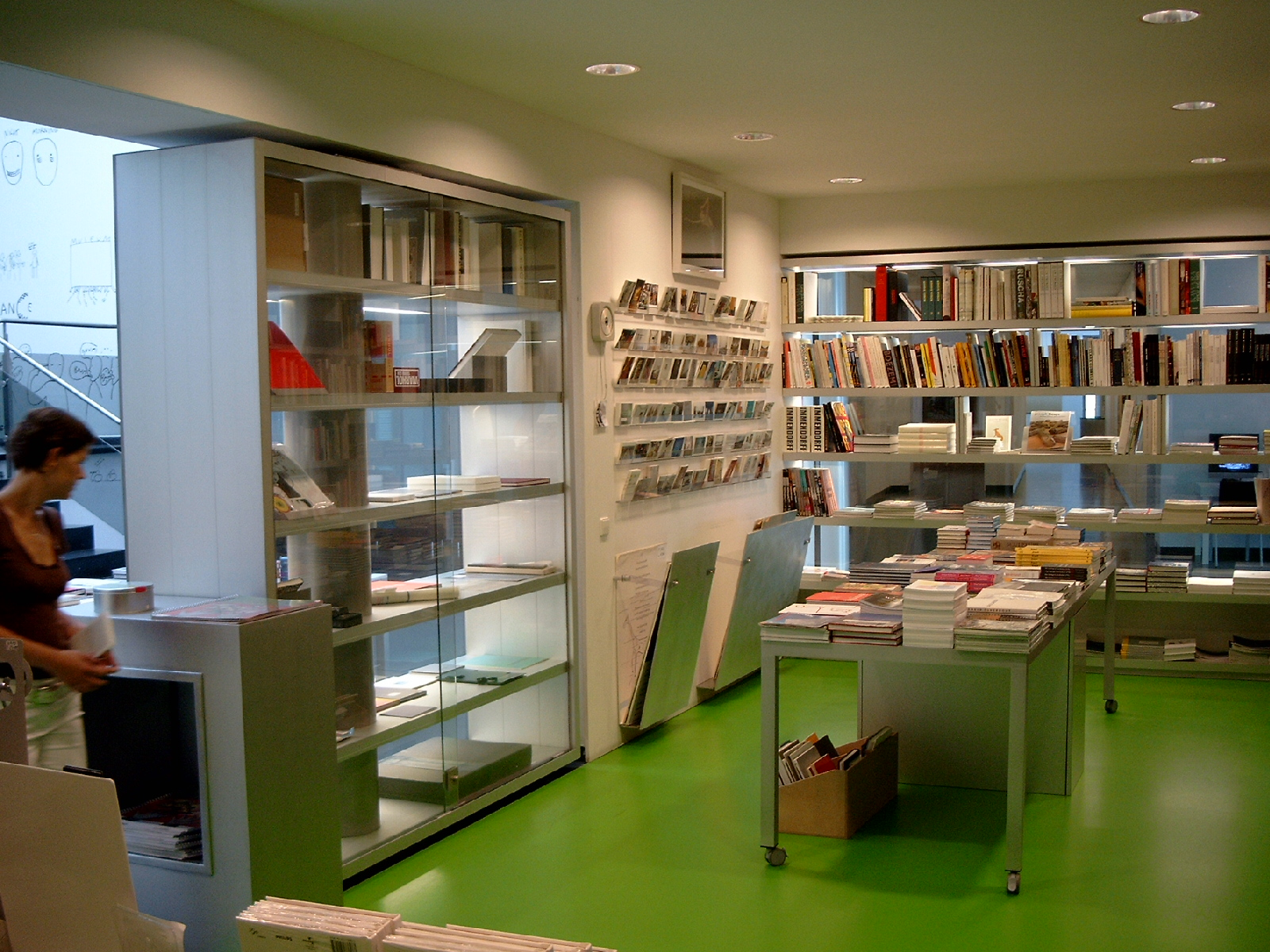
Museumshop Van Abbemuseum, Eindhoven

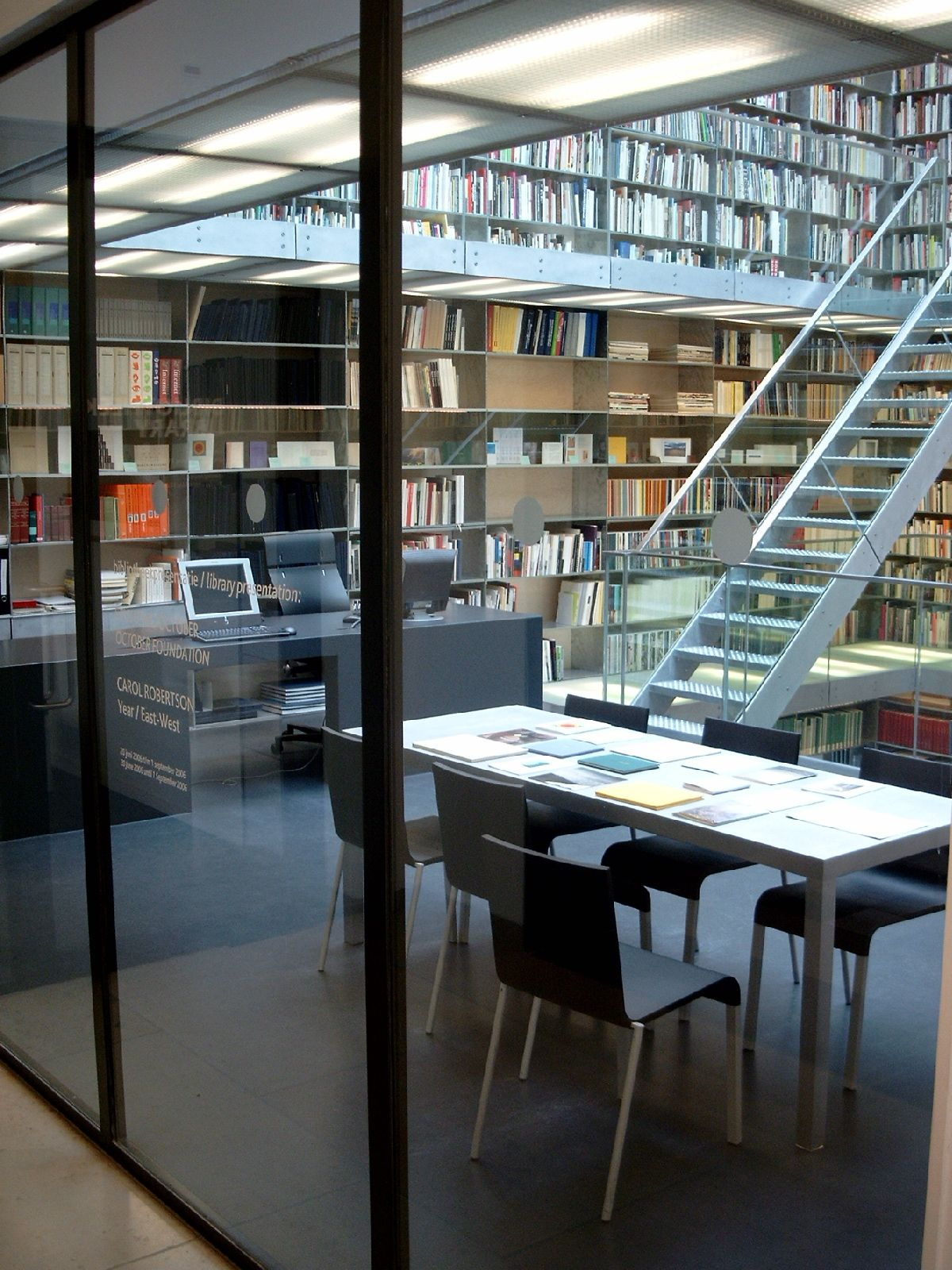
Bibliotheek Van Abbemuseum, Eindhoven

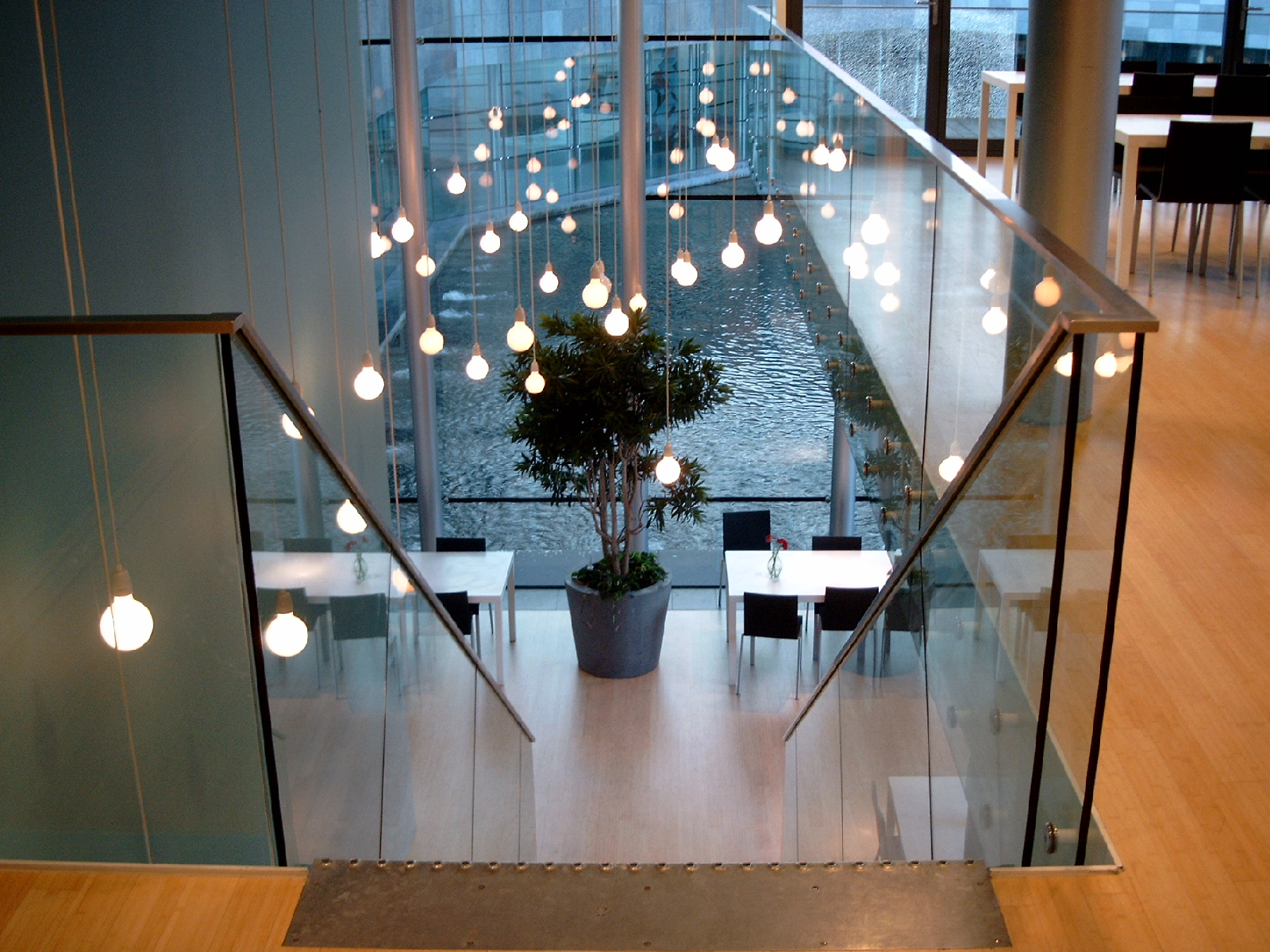
Cafetaria Van Abbemuseum, Eindhoven

Ha lavorato per importanti case Vitra, Edra, Bulo, aiki e Pastoe.

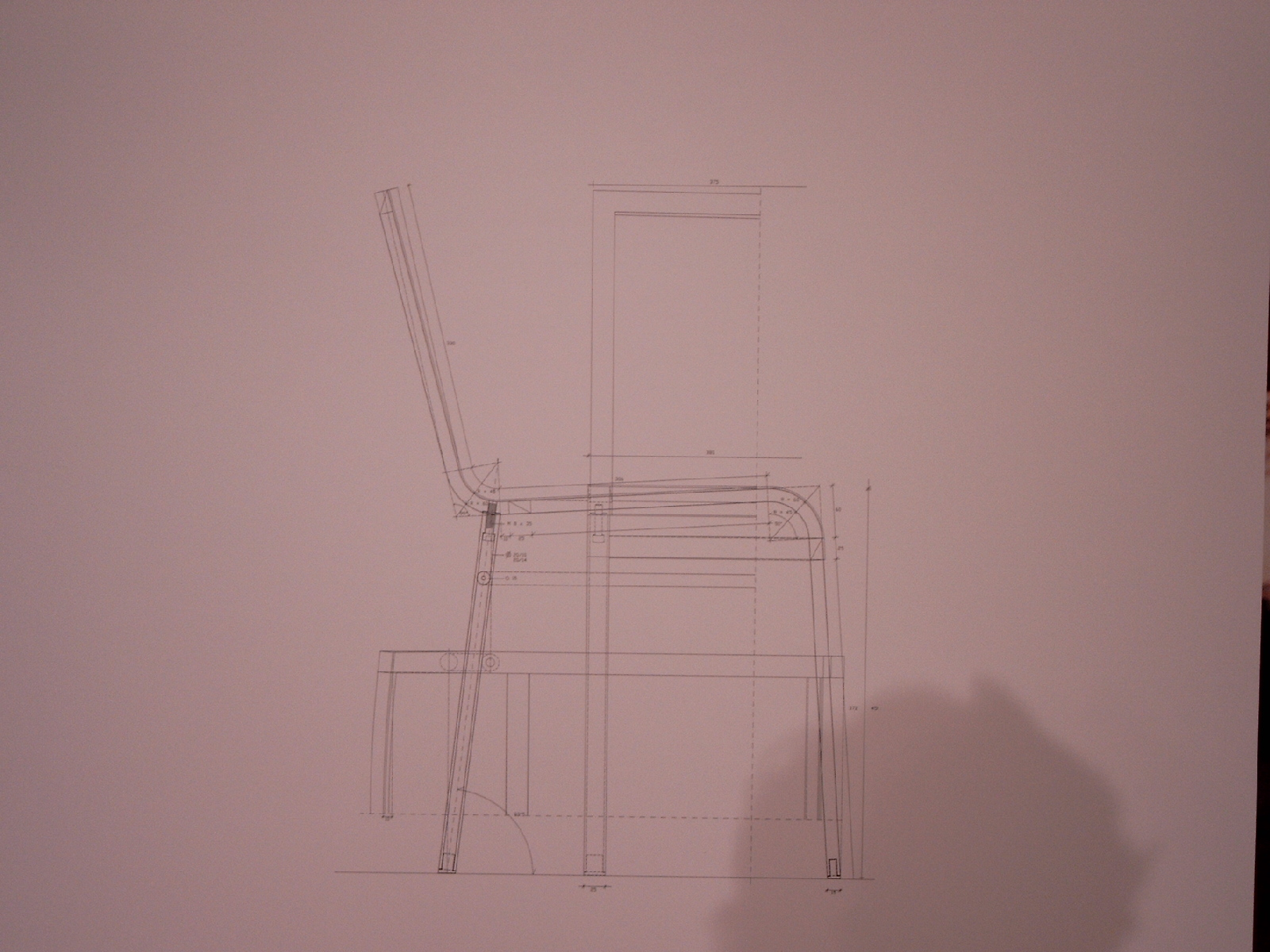
constructietekening stoel 0.3 in het MARTa te Herford, Duitsland